# Fuentes de Ropel
Fuentes de Ropel è un comune spagnolo di 570 abitanti situato nella comunità autonoma di Castiglia e León.